# Lijst van Zweedse metalbands
Lijst van Zweedse metalbands met een artikel op de Nederlandstalige Wikipedia in alfabetische volgorde:

## 0-9
2 Ton Predator

## A
Abyss, the - 
Ablaze My Sorrow - 
Abstrakt Algebra - 
Afflicted -
Agony -
Amaran -
Amaranthe -
Amon Amarth - 
Amsvartner -
Anata -
Ancient Wisdom -
Andromeda -
Anguish -
Arch Enemy -
Armageddon -
Astroqueen -
At the Gates -
Awesome Machine, the -
Axenstar

## B
Bathory -
Bloodbath

## C
Candlemass -
Clawfinger

## D
Dark Funeral -
Dark Tranquillity -
Diabolical Masquerade -
Dissection

## E
Entombed -
Evergrey

## G
Ghost

## H
HammerFall -
Hypocrisy

## I
In Flames -
Insision -
Isildurs Bane

## K
Katatonia -

## L
Legion, the

## M
Månegarm -
Marduk -
Meshuggah

## N
Naglfar -
Nasum -
Necrophobic

## O
One Man Army and the Undead Quartet -
Opeth

## P
Pain of Salvation -
Project Hate MCMXCIX, the

## S
Sabaton -
Skyfire -
Soilwork -
Sonic Syndicate -

## T
Therion -
Thyrfing

## U
The Unguided -
Unleashed

## V
Vintersorg